# Ахвахский район
Ахва́хский райо́н — (авар. ГӀахьвал мухъ) административно-территориальная единица и муниципальное образование (муниципальный район) в составе Республики Дагестан Российской Федерации.
Административный центр — село Карата.

## География
Ахвахский район расположен на юго-западе современного Дагестана, в западной части горного Дагестана.
Граничит на севере с Ботлихским, на востоке — с Хунзахским, на юге — с Шамильским, на западе — с Цумадинским районами республики.
Общая площадь территории района составляет 291,09 км².

## История
Ахвахский район образован в 1933 году из части территории бывшего Андийского округа.

## Население
| 1939    | 1959    | 1970    | 1979    | 1989    | 2002    | 2009    | 2010    | 2011    |
| ------- | ------- | ------- | ------- | ------- | ------- | ------- | ------- | ------- |
| 11 513  | ↘9589   | ↗10 966 | ↗13 802 | ↘13 801 | ↗20 373 | ↗21 229 | ↗22 014 | ↗22 096 |
| 2012    | 2013    | 2014    | 2015    | 2016    | 2017    | 2018    | 2019    | 2020    |
| ↗22 198 | ↗22 603 | ↗22 862 | ↗23 302 | ↗23 701 | ↗24 151 | ↗24 430 | ↗24 611 | ↗24 887 |
| 2021    | 2023    | 2024    |         |         |         |         |         |         |
| ↘24 448 | ↗24 814 | ↗25 033 |         |         |         |         |         |         |

### Национальный состав
По данным Всероссийской переписи населения
 2010 года:
| Народ               | Численность, чел. | Доля от всего населения, % |
| ------------------- | ----------------- | -------------------------- |
| аварцы              | 21 876            | 99,4 %                     |
| * собственно аварцы | 10 474            | 47,6 %                     |
| * ахвахцы           | 6 809             | 30,9 %                     |
| * каратинцы         | 4 593             | 20,9 %                     |
| * багулалы          | …                 | …                          |
| другие              | 138               | 0,6 %                      |
| всего               | 22 014            | 100 %                      |

По данным Всероссийской переписи населения 2021 года::
| Народ  | Численность, чел. | Доля от всего населения, % |
| ------ | ----------------- | -------------------------- |
| аварцы | 24 212            | 99,03 %                    |
| другие | 236               | 0,97 %                     |
| всего  | 24 448            | 100,00 %                   |

## Территориальное устройство
Ахвахский район в рамках административно-территориального устройства включает сельсоветы и сёла.
В рамках организации местного самоуправления в одноимённый муниципальный район входят 13 муниципальных образований со статусом сельского поселения, которые соответствуют сельсоветам и сёлам.
| №  | Сельское поселение          | Административный центр | Количество населённых пунктов | Население (чел.) | Площадь (км²) |
| -- | --------------------------- | ---------------------- | ----------------------------- | ---------------- | ------------- |
| 1  | сельсовет Анчикский         | село Анчик             | 4                             | ↘1228            | 22,76         |
| 2  | село Арчо                   | село Арчо              | 1                             | ↘289             | 3,72          |
| 3  | сельсовет Верхнеинхелинский | село Верхнее Инхело    | 4                             | ↘2053            | 18,53         |
| 4  | село Изано                  | село Изано             | 1                             | ↘1281            | 14,81         |
| 5  | сельсовет Ингердахский      | село Ингердах          | 2                             | ↗2221            | 14,39         |
| 6  | сельсовет Каратинский       | село Карата            | 2                             | ↗5367            | 13,97         |
| 7  | село Кудиябросо             | село Кудиябросо        | 1                             | ↘2330            | 33,91         |
| 8  | село Лологонитль            | село Лологонитль       | 1                             | ↗1888            | 14,91         |
| 9  | село Местерух               | село Местерух          | 1                             | ↗1343            | 5,58          |
| 10 | сельсовет Тад-Магитлинский  | село Тад-Магитль       | 3                             | ↗1385            | 13,97         |
| 11 | сельсовет Тлибишинский      | село Тлибишо           | 2                             | ↗1241            | 6,94          |
| 12 | село Тукита                 | село Тукита            | 1                             | ↘595             | 15,50         |
| 13 | сельсовет Цолодинский       | село Цолода            | 2                             | ↗3595            | 17,87         |

## Населённые пункты
В районе 25 сельских населённых пунктов:
| №  | Населённый пункт | Тип  | Население | Сельское поселение          |
| -- | ---------------- | ---- | --------- | --------------------------- |
| 1  | Андуз            | село | ↗254      | сельсовет Анчикский         |
| 2  | Анчик            | село | ↘731      | сельсовет Анчикский         |
| 3  | Арчо             | село | ↗288      | село Арчо                   |
| 4  | Верхнее Инхело   | село | ↗509      | сельсовет Верхнеинхелинский |
| 5  | Изано            | село | ↗1326     | село Изано                  |
| 6  | Ингердах         | село | ↗1413     | сельсовет Ингердахский      |
| 7  | Индира           | село | ↘126      | сельсовет Анчикский         |
| 8  | Инхело           | село | ↗1179     | сельсовет Верхнеинхелинский |
| 9  | Карата           | село | ↗5093     | сельсовет Каратинский       |
| 10 | Кванкеро         | село | ↘244      | сельсовет Тад-Магитлинский  |
| 11 | Кудиябросо       | село | ↗2417     | село Кудиябросо             |
| 12 | Лологонитль      | село | ↗1936     | село Лологонитль            |
| 13 | Маштада          | село | ↘238      | сельсовет Верхнеинхелинский |
| 14 | Местерух         | село | →1352     | село Местерух               |
| 15 | Рацитль          | село | ↗128      | сельсовет Верхнеинхелинский |
| 16 | Рачабулда        | село | ↗184      | сельсовет Каратинский       |
| 17 | Тад-Магитль      | село | ↘609      | сельсовет Тад-Магитлинский  |
| 18 | Тлибишо          | село | ↘896      | сельсовет Тлибишинский      |
| 19 | Тлиси            | село | ↗317      | сельсовет Тлибишинский      |
| 20 | Тукита           | село | ↗624      | село Тукита                 |
| 21 | Хариб            | село | ↗731      | сельсовет Ингердахский      |
| 22 | Цвакилколо       | село | ↘458      | сельсовет Тад-Магитлинский  |
| 23 | Цияб-Цолода      | село | ↗2800     | сельсовет Цолодинский       |
| 24 | Цолода           | село | ↗671      | сельсовет Цолодинский       |
| 25 | Цумали           | село | ↘141      | сельсовет Анчикский         |

Кутаны
Сёла Инхело, Хариб, Цияб-Цолода являются отдалёнными анклавами Ахвахского района на территории Хасавюртовского района, а сёла Андуз и Индира —  на территории Бабаюртовского района Дагестана.
Без официального статуса населённого пункта к Ахвахскому району относится также кутанное хозяйство Казиюрт на территории Бабаюртовского района и прикутанный хозяйства Кирпич-Кутан и Камыш-Кутан на территории Хасавюртовского района.
Исчезнувшие сёла
- Батикеро — в 1970-е вошло в состав села Анчик.
- Бухарабросо — во 2-й половине 1960-х годов включен в состав села Карата.
- Чабакури — 1940-е
- Штаб-Ахвах — посёлок, с 1933 по 1937 г. районный центр Ахвахского района, с 1950-х годов составе села Тад-Магитль.
- Штаб-Гадари — хутор, упразднён во 2-й половине 1960-х годов

## Достопримечательности района
На территории района находятся 352 памятника истории и архитектуры местного и республиканского значений, в том числе:
- Мавзолей сына имама Шамиля — Джамалудина, в селе Карата.
- Мавзолей Знаменосца имама Шамиля — Чёрного Омара, в селе Карата.
- Сторожевые башни XVII—XIX веков в сёлах Карата, Цолода, Тлибишо.
- Водяные мельницы в сёлах Анчих, Карата, Ингердах.
- Могильники IV—VI веков в сёлах Карата, Тлибишо, Кудиябросо, Тад-Магитль.
- Культовая вершина андо-дидойских народов Дагестана — Берека.
- Каратинские Солнечно-Лунные обсерватории — Гарча-беса.

## Известные уроженцы
Родившиеся в Ахвахском районе:

## Комментарии
Комментарии
1. ↑  авар. Гӏахьвахъ мухъ, агул. Ахвах район, азерб. Axvax rayonu, дарг. Ахвахла къатI, кум. Ахвах якъ, лак. Ахвахал кIану, лезг.  Ахвах район, ног. Ахвах район, рут. Ахвах район, таб. Ахвах район, татск. Ахвах район, цахур. Ахвах район, чечен. Ахвахойн кIошт.
2. ↑  Согласно конституции Дагестана, государственными языками на территории республики являются — русский, аварский, агульский, азербайджанский, даргинский, кумыкский, лакский, лезгинский, ногайский, рутульский, табасаранский, татский, цахурский и чеченский языки.